# Rudbøl Sø
Rudbøl Sø ( tysk: Ruttebüller See ) er en ferskvandssø i det sydligste Danmark: Den 2 km lange og 55 Hektar store sø danner på en strækning sydvest for Tønder grænse mellem Danmark og Tyskland.
På søens sydvestlige bred (på den tyske/sydslesvigske side) ligger Rosenkrans (tysk: Rosenkranz ), en bebyggelse i kommunen Aventoft i det Nordfrislands kreds; på søens nordvestlige bred (på dansk side) ligger Rudbøl (tysk: Ruttebüll), en landsby i Tønder Kommune.
Vidå (tysk: Wiedau), en 69 km lang å i det sydligste Danmark, løber gennem søen.